# 黑漢恰河

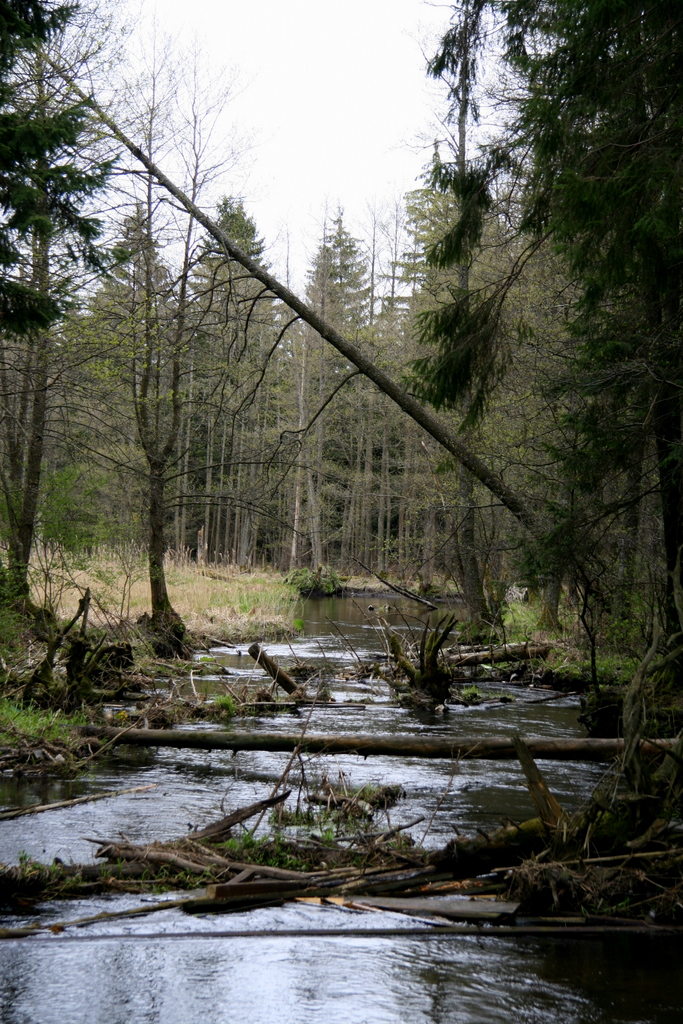

53°54′1″N 23°47′5″E / 53.90028°N 23.78472°E
黑漢恰河是東歐的河流，流經白俄羅斯和波蘭，屬於尼曼河的左支流，河道全長142公里，流域面積1,916平方公里，流經漢恰湖和維格雷湖，河畔城鎮有蘇瓦烏基。